# NBA All-Star Weekend
Het NBA All-Star Weekend is een weekend dat elk jaar in februari georganiseerd wordt door de National Basketball Association. Tijdens dit weekend vinden er verschillende evenementen plaats, met als hoogtepunt de All-Star Game. Het All-Star weekend van het seizoen 2020/21 was in Chicago, van 14 tot en met 16 februari 2020.

## All-Star Game
De All-Star Game vindt plaats op zondagavond en is elk jaar het hoogtepunt en de afsluiting van het weekend. In deze wedstrijd nemen de beste spelers van de Western Conference het op tegen de beste spelers van de Eastern Conference. De spelers die hiervoor in aanmerking komen worden bepaald door de fans, die voorafgaand aan de wedstrijd hierop kunnen stemmen. De reserves worden bepaald door de coaches. Wanneer een speler niet kan spelen door een blessure beslist een vertegenwoordiger van de NBA wie zijn plaats inneemt. In deze wedstrijd kijken de spelers meer naar het spektakel dan naar het resultaat.

## Overig programma

### Vrijdag
- Rising Stars Challenge:Een mini-toernooi van 4 teams, gekozen door kapiteins Rick Barry, Gary Payton, Isiah Thomas en James Worthy
- Celebrity All-Star Game: een wedstrijd tussen verschillende beroemdheden. De ploegen worden ingedeeld volgens plaats van afkomst en krijgen beiden één speelster uit de WNBA aan hun zijde.

### Zaterdag
- D-League: een All-Star Game voor spelers uit de NBA Development League.
- Slam Dunk Contest: een wedstrijd waarbij de deelnemers om beurt een dunk mogen maken. Vijf juryleden geven op subjectieve basis een punt op tien. Deze Slam Dunk Contest is naast het All-Star Game een van de meest populaire onderdelen van het weekend.
- Three-Point Contest: op vijf plaatsen bij de driepuntslijn staan rekken met elk vier gewone ballen en een money ball. De deelnemers krijgen een minuut om met elke bal één worp te doen; een score met een gewone bal levert één punt op, met de money ball twee; maximaal 30 punten. Vanaf 2014 zijn er 34 punten te halen, omdat een van de rekken gevuld is met money balls. De speler kan kiezen welk rek dat is.
- Skills Challenge: hier moeten de deelnemers een parcours afleggen met de bal, waarbij zowel vlot dribbelen, passen als schieten noodzakelijk zijn om te kunnen winnen.
- Shooting Stars Competition: een schietwedstrijd waarbij één huidige NBA-speler, één huidige WNBA-speelster en één voormalig speler hun stad vertegenwoordigen.